# كاليرا دي ليون
بلدية كاليرا دي ليون (بالإسبانية: Calera de León)‏, هي إحدى بلديات مقاطعة بطليوس, التي تقع في منطقة إكستريمادورا, والتي تقع في غرب إسبانيا.
يبلغ عدد سكانها 1.093 نسمة وفقاً لإحصائية سنة (2002).